# Szürke egyrétűtapló
A szürke egyrétűtapló (Cerrena unicolor) a Cerrenaceae családba tartozó, Eurázsiában, Észak- és Dél-Amerikában honos, lombos fák törzsén élő, nem ehető gombafaj.

## Megjelenése
A szürke egyrétűtapló termőteste általában konzolos, nagyjából legyező vagy félkör alakú, melynek szélessége 3-10 cm. Néha azonban - különösen a fatörzsek alsó oldalán - csak bevonatot képez a felszínen. Felső oldala bársonyos vagy finoman szőrös. Színe fehéres, szürkés vagy barnás, zónázott; de gyakran az algáktól zöld. 
Alsó termőrétege labirintusszerű vagy rekeszes. Színe fiatalon fehér, később szürke. 
Húsa szívós, bőrszerű, színe fehéres, a felszín alatt vékony sötét réteggel. Íze és szaga nem jellegzetes.
Spórapora fehér. Spórája megnyúlt elliptikus, sima, inamiloid, mérete 5-7 x 2,5-4 µm.

### Hasonló fajok
A lepketapló fakóbb példányaival lehet összetéveszteni. 

## Elterjedése és termőhelye
Eurázsiában, Észak- és Dél-Amerikában honos. Magyarországon gyakori. 
Lombos fák elhalt vagy legyengült törzsén él, azok anyagában fehérkorhadást okoz. Parazita is lehet. A termőtest egész évben látható. 
Nem ehető. Az észak-amerikai Tremex columba fadarázs lárvájának fejlődéséhez feltétlenül szükséges a tapló jelenléte. A nőstény tojócsövébe a peterakáskor bekerülhetnek a gomba spórái, terjesztve a gombát, amelynek micéliuma a lárva táplálékául szolgál. A gomba viszont olyan feromonszerű anyagot választ ki, amely odavonzza a fadarázs ellenségét, a Megarhyssa nemzetségbe tartozó fürkészdarazsakat. 

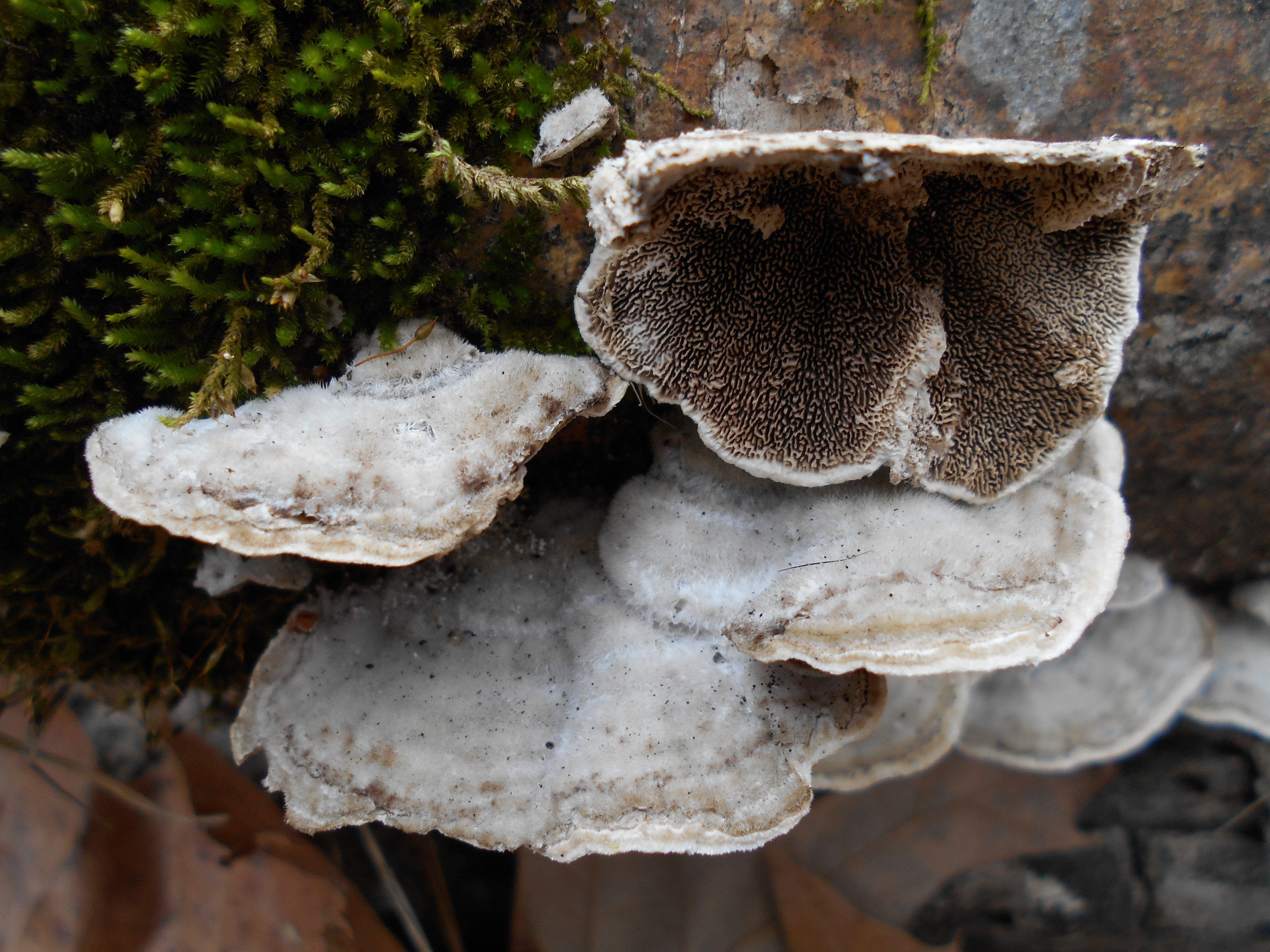
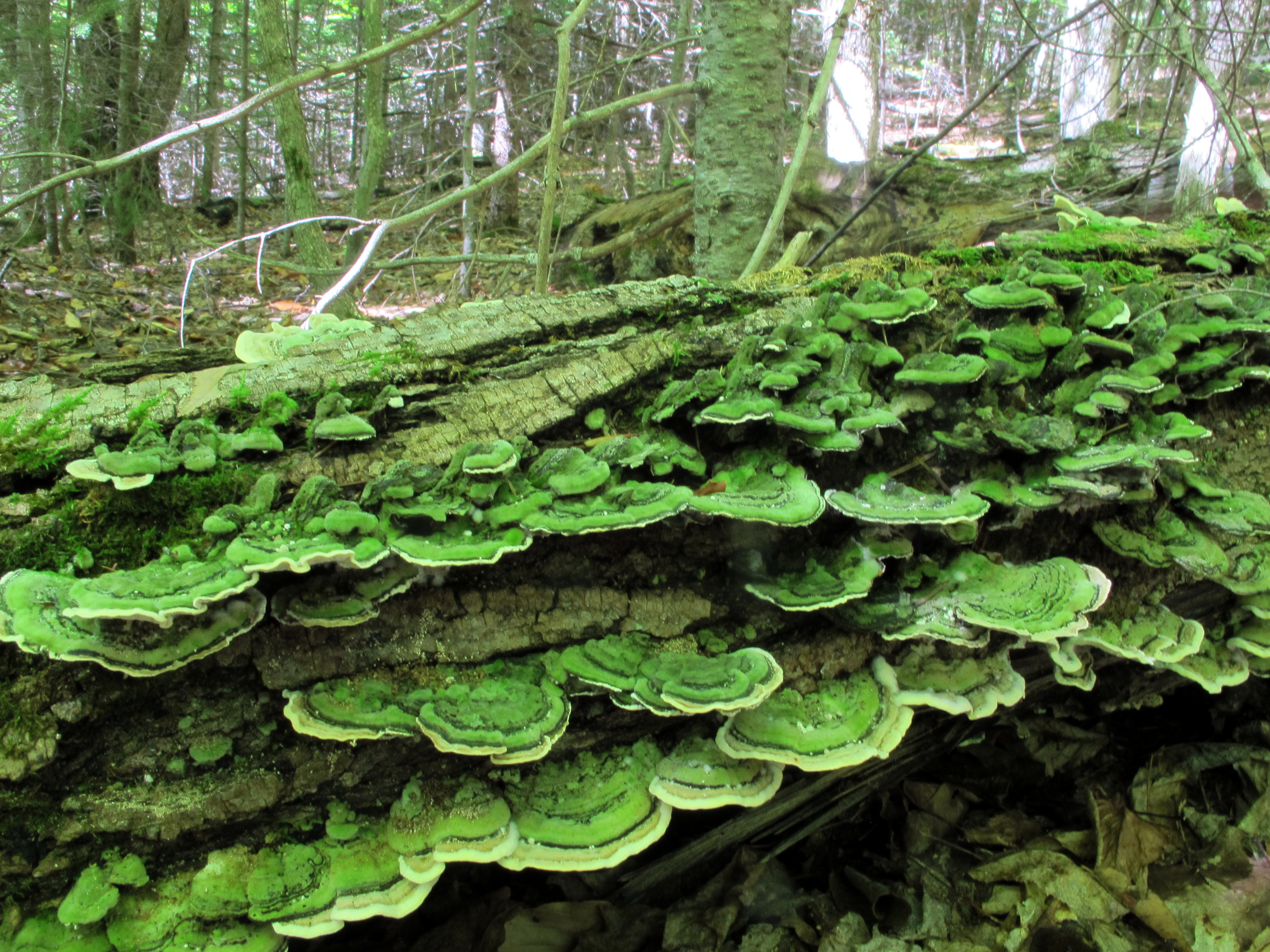
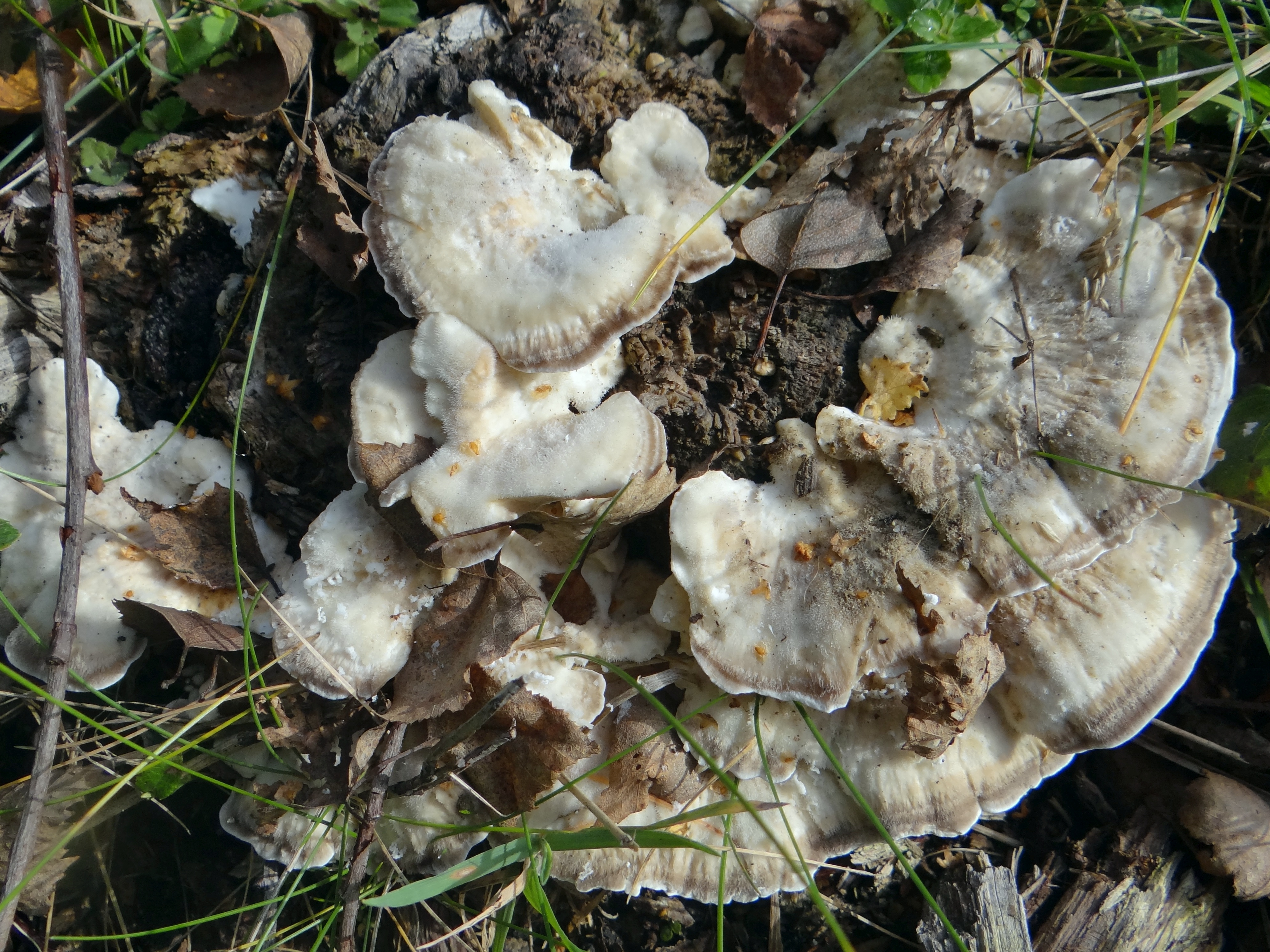
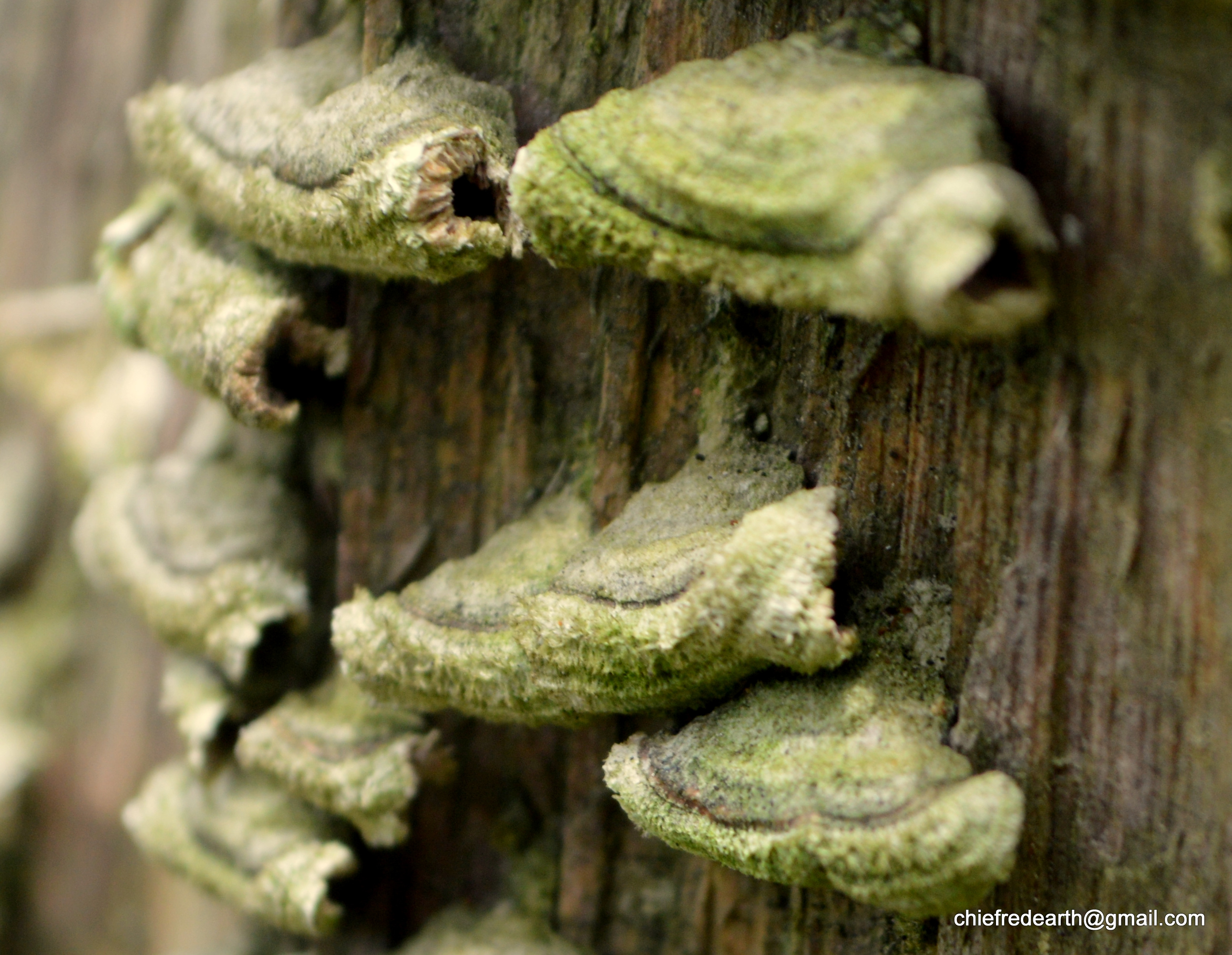
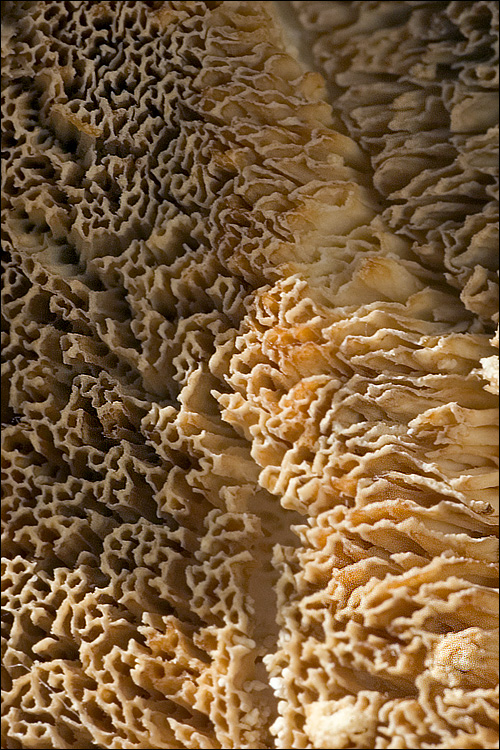